# Bermudas damlandslag i volleyboll
Bermudas damlandslag i volleyboll representerar Bermuda i volleyboll på damsidan. Laget har kvalspelat till VM vid flera tillfällen, men utan att lyckas kvalificera sig för turneringen. De har som bäst tagit silver i ECVA-mästerskapet.

### Fotnoter
1. ↑  ”NORCECA - Pool A   -   Marigot, Saint-Martin” (på engelska). Fédération Internationale de Volleyball. http://www.fivb.org/EN/Volleyball/Competitions/WorldChampionships/2010/Women/Rounds/?Tourn=WQ10NO-A. Läst 9 april 2024.
2. ↑  ”Bermuda grabs third place over St. Maarten” (på engelska). North, Central America and Caribbean Volleyball Confederation. 29 juli 2012. https://norceca.net/Jul.28.2012_Bermuda%20grabs%20third%20place%20over%20St.%20Maarten.htm. Läst 9 april 2024.
3. ↑  ”Group-A - Ducth St. Marteen” (på engelska). North, Central America and Caribbean Volleyball Confederation. https://norceca.net/2016%20Events/2018%20FIVB%20WC/Tournaments/ECVA/Women/WWCQT-Group-A-SXM/Group-A%20-%20Ducth%20St.%20Marteen.htm. Läst 9 april 2024.
4. ↑  ”2024 ECVA Womens Championship – Eastern Caribbean Volleyball Association (ECVA)” (på engelska). ECVA. https://ecvolleyball.com/tournament/2024-ecva-womens-championship/. Läst 9 november 2024.
5. ↑  Senaste tillfället då någon kontrollerade att de inmatade tabelluppgifterna stämmer. Uppgifter kan ha matats in senare utan att kontrolleras av någon annan